# 第22回ゴッサム・インディペンデント映画賞
第22回ゴッサム・インディペンデント映画賞は、2012年の映画を対象とした賞であり、2012年10月18日にノミネートが発表された。授賞式は2012年11月26日に行われた。

## 受賞とノミネート

### 作品賞
- 『ムーンライズ・キングダム』
  - 『バーニー/みんなが愛した殺人者』
  - 『ロンリエスト・プラネット　孤独な惑星（英語版）』
  - 『ザ・マスター』
  - Middle of Nowhere

### アンサンブル演技賞
- 『ラブ・トライアングル（英語版）』
  - 『バーニー/みんなが愛した殺人者』
  - 『ムーンライズ・キングダム』
  - 『彼女はパートタイムトラベラー（英語版）』
  - 『世界にひとつのプレイブック』

### ブレイクスルー俳優賞
- エマヤツィ・コリネアルディ - Middle of Nowhere
  - マイク・バービグリア - Sleepwalk with Me
  - トゥーレ・リントハート - Keep the Lights On
  - メラニー・リンスキー - Hello I Must Be Going
  - クヮヴェンジャネ・ウォレス - 『ハッシュパピー 〜バスタブ島の少女〜』

### ブレイクスルー監督賞
- ベン・ザイトリン - 『ハッシュパピー 〜バスタブ島の少女〜』
  - ザル・バトマングリ - Sound of My Voice
  - ブライアン・M・キャシディ & メラニー・シャツキー - Francine
  - ジェイソン・コートランド & ジュリア・ハルパリン - Now, Forager
  - アントニオ・メンデス・エスパルザ - Aquí y Allá

### ドキュメンタリー賞
- How to Survive a Plague
  - Detropia
  - Marina Abramovic: The Artist Is Present
  - 『ROOM237』
  - The Waiting Room

### 未公開映画賞
- An Oversimplification of Her Beauty
  - Kid-Thing
  - Red Flag
  - Sun Don't Shine
  - Tiger Tail in Blue

### トリビュート賞
- マリオン・コティヤール
- マット・デイモン
- デヴィッド・O・ラッセル
- ジェフリー・スコール

### 観客賞
- Artifact
  - 『ハッシュパピー 〜バスタブ島の少女〜』
  - Burn
  - Once in a Lullaby: PS 22 Chorus  Story
  - The Invisible War